# Анжан
Анжан (кор. 안장, 安藏, Anjang, Anjang; пом. 531) — корейський ван, двадцять другий правитель держави Когурьо періоду Трьох держав.

## Біографія
Був сином вана Мунджамьона. 498 року його було проголошено спадкоємцем престолу, зайняв трон після смерті батька 519 року.
За його правління Когурьо продовжувала підтримувати тісні стосунки з Північною Вей та Лян. Також він продовжував завойовницьку політику своїх попередників стосовно південних сусідів: Пекче та Сілли. Зокрема 523 та 529 року він здійснив напади на Пекче, вбивши понад 2 000 тамтешніх вояків.
Історики схиляються до думки, що Анжана було вбито 531 року. Оскільки він не мав спадкоємців, трон зайняв його молодший брат Анвон.